# Kontrabanda: brat bratu bratem
Kontrabanda: brat bratu bratem – album studyjny polskich raperów Chady, Bezczela i Z.B.U.K.A. Wydawnictwo ukazało się 5 czerwca 2015 roku nakładem wytwórni muzycznej Step Records. Produkcji nagrań podjęli się DJ Flip, Świerzba, PSR, David Gutjar, RX, Poszwixxx, Nitro oraz TastyBeatz. Wśród gości na płycie znaleźli się Popek, Mafatih, Kaen oraz Sitek. Oprawę graficzną albumu wykonał Grzegorz "Forin" Piwnicki.
Album dotarł do 3. miejsca polskiej listy przebojów – OLiS i uzyskał status złotej płyty.

## Lista utworów
Opracowano na podstawie materiału źródłowego.
1. "Intro" (produkcja: DJ Flip) – 1:11
2. "Kontrabanda" (produkcja: Świerzba) – 3:37
3. "Do upadłego" (produkcja: PSR) – 4:04
4. "Wszystko dobrze" (produkcja: David Gutjar) – 4:00
5. "Wiem" (produkcja: RX) – 3:34
6. "Zawsze ponad maximum" (gościnnie: Popek, Mafatih, produkcja: Poszwixxx) – 4:08
7. "Więź uzależnień" (produkcja: Nitro) – 3:47
8. "Lęki" (produkcja: Lazy Rida, scratche:  DJ Flip) – 4:00
9. "Zastanawiam się nad sobą" (produkcja: PSR) – 4:19
10. "Pewniacy" (produkcja: TastyBeatz, scratche:  DJ Perc) – 4:20
11. "Brat Bratu Bratem" (produkcja: David Gutjar) – 4:10
12. "To nie nasz klimat" (gościnnie: Kaen, produkcja: RX) – 5:03
13. "Osiedlowy poligon" (produkcja: RX, scratche: DJ Flip) – 4:05
14. "Zejdź mi z drogi" (gościnnie: Sitek, produkcja: RX) – 3:49
15. "Outro" (produkcja: DJ Flip) – 1:50
16. "To nie nasz klimat (Remix)" (gościnnie: Sobota, HZOP, Maxim, Czeski) (utwór dodatkowy) - 4:05
17. "Lęki (Pawbeats Remix)" (utwór dodatkowy) - 4:41